# 菩萨庙镇
菩萨庙镇，是中华人民共和国辽宁省丹东市东港市下辖的一个乡镇级行政单位。

## 行政区划
菩萨庙镇下辖以下地区：
菩萨庙村、祝家沟村、徐屯村、观海山村、大王村、大于村、山嘴村、孙家沟村、上川村、常胜村、海洋红村和小岛村。